# Trimarán

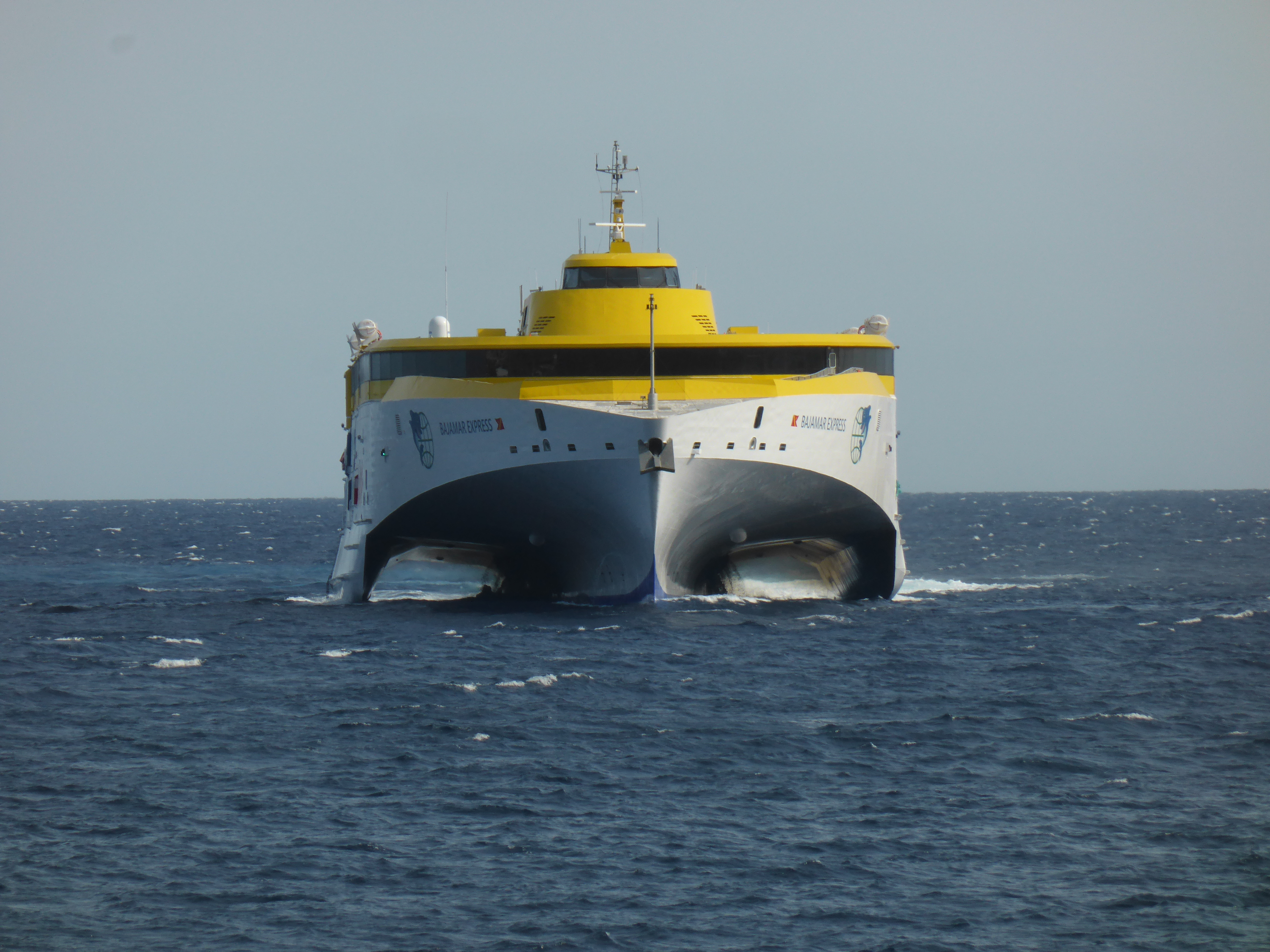
Bajamar Express, trimarán de la compañía de ferris rápidos Fred. Olsen Express, que realiza la ruta Gran Canaria-Tenerife.

El trimarán es un barco multicasco que consta de un casco principal y dos flotadores más pequeños al lado del casco principal con puntales laterales. Este tipo de barco puede ser utilizado en la navegación deportiva a vela. En el siglo XXI se están construyendo grandes trimaranes para transporte rápido de pasajeros y vehículos. 

## Historia
Los primeros trimaranes fueron construidos por los indígenas polinesios hace casi 4000 años, y la mayor parte de la terminología relacionada con este tipo de embarcaciones es heredada de las lenguas polinesias. Los barcos multicasco de vela (catamaranes y trimaranes) han cobrado mayor presencia a partir de las décadas de 1960 y 1970. Los trimaranes modernos con fines recreativos están arraigados a la tradición de construirlos en casa como otros multicascos, aunque en la actualidad existe un número más o menos amplio de modelos comerciales.
El trimarán también es utilizado como transporte de pasajeros. En el año 2005, el trimarán Benchijigua Express —de 127 metros de eslora— fue proporcionado por Austal a la compañía operadora Fred. Olsen Express, que presta sus servicios en España, para prestar servicio de pasajeros en las islas Canarias. Con una capacidad de transportar 1280 pasajeros y 340 automóviles, o el peso equivalente, el Benchijigua Express alcanza velocidades de 40 nudos. En 2020 ha entrado en servicio el nuevo ferri rápido Bajamar Express, que comunica las islas de Tenerife y Gran Canaria.

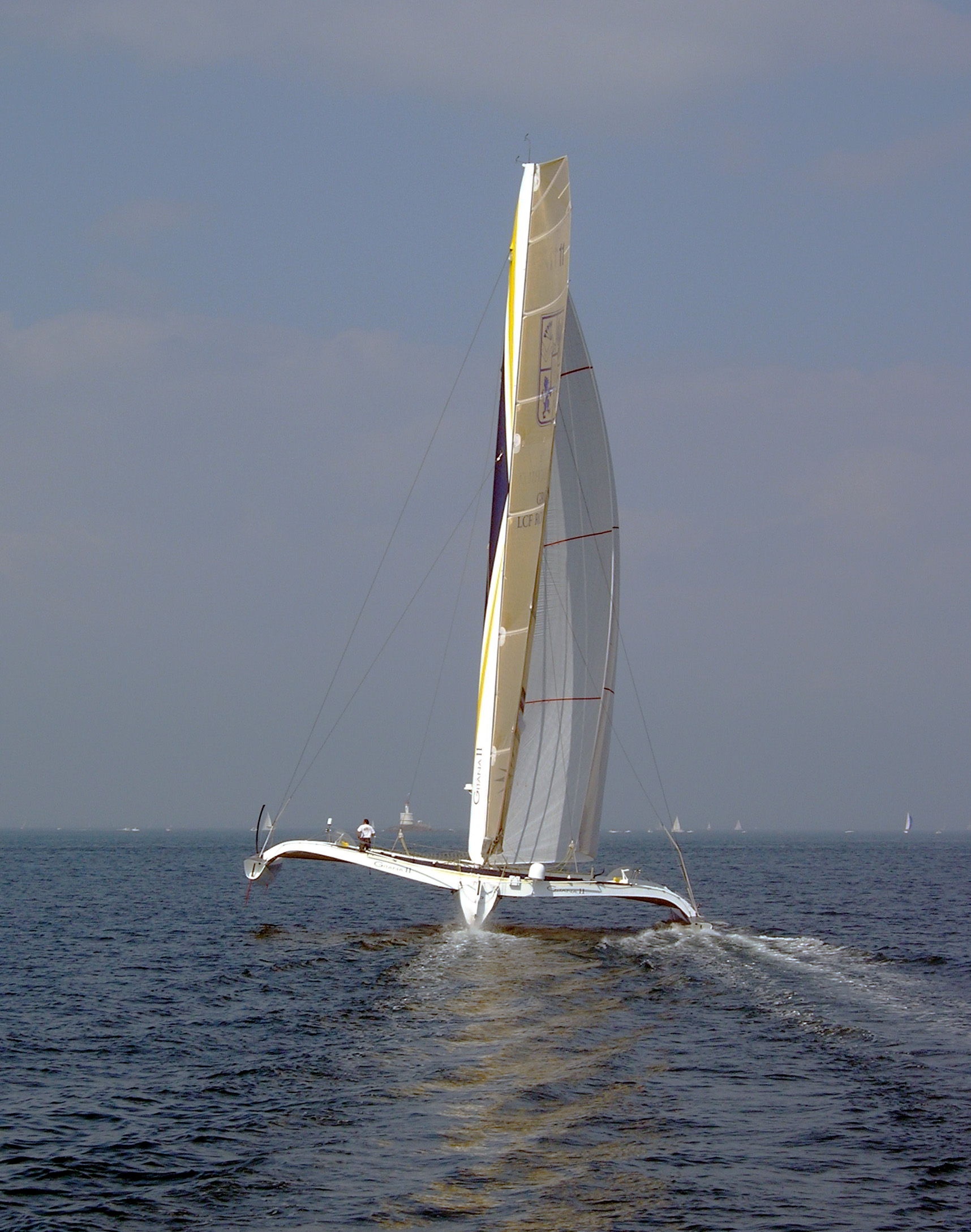
Vista de un trimarán deportivo.

El trimarán también ha servido de inspiración para modernos barcos de guerra. El RV Triton fue encargado en el año 2000 a la compañía británica QinetiQ, especializada en cuestiones de defensa. Cinco años más tarde, en octubre de 2005, la Marina de los Estados Unidos encargó el diseño y la construcción del trimarán quedaron a Austal.

## Construcción
Los trimaranes presentan varias ventajas en comparación con los monocascos (barcos convencionales de un solo casco). Dados un monocasco y un trimarán de la misma eslora, el segundo tiene menor resistencia al agua, mejor estabilidad y un área de contacto menor en el casco de la nave. Además, dadas sus dimensiones, el trimarán no necesita la pesada quilla lastrada de un monocasco. Como resultado de lo anterior, los trimaranes son un tipo de naves ideales para navegar en aguas turbulentas, y mantienen mejor estabilidad frente a fuertes corrientes de viento. Sin embargo, su longitud los hace un poco difíciles de maniobrar, y los cascos angostos proveen un menor espacio que un monocasco del mismo tamaño.
Debido a que el momento de adrizamiento (la fuerza que resiste la de torsión opuesta del viento en las velas) es producido por los flotadores laterales y no por una quilla profunda y pesada, los trimaranes son más ligeros, y por lo tanto más rápidos, que un buque monocasco de la misma longitud. La mayoría de los trimaranes son incapaces de virar súbitamente, debido precisamente a los flotadores laterales, pero en cambio pueden alcanzar grandes velocidades.

## Seguridad

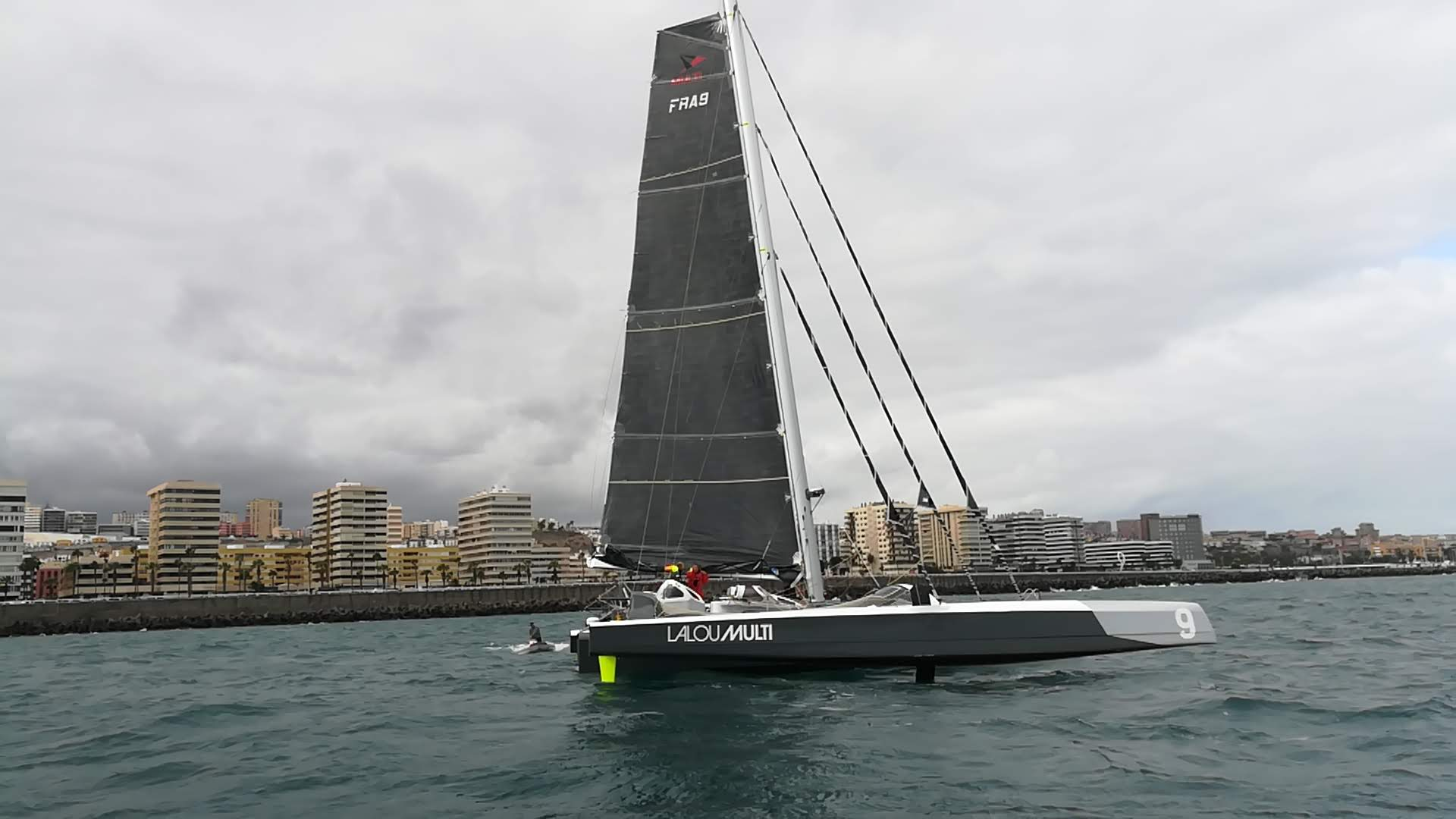
El Noir Desir, con la vela mayor de carbono.

En general los trimaranes se consideran más seguros que los monocasco, ya que a la falta de una estructura pesada hay que añadir la combinación de las dos patines laterales, haciendo que este tipo de buque sea muy difícil de hundir. Aun así un trimarán puede trabucar y una vez volcado es muy difícil volver a adrizarlo. Debido a su estabilidad y seguridad, los trimaranes se han popularizado entre los marinos con movilidad reducida.

## Récord mundial de circunnavegación
En la actualidad el récord pertenece al francés Francis Joyon, quien tardó 57 días, 13 horas, 34 minutos y 6 segundos, batiendo así la marca de Ellen McArthur al circunvalar la Tierra en solitario en su trimarán B&Q/Castorama, en febrero de 2005, tras más de 71 días en el océano.